# Liana Borghi
Liana Borghi (Miglianico, 9 ottobre 1940 – Livorno, 20 novembre 2021) è stata un'attivista italiana, teorica femminista, lesbica e queer.

## Biografia
Figlia di Tina Zannolli e del pedagogista di famiglia ebraica Lamberto Borghi, Liana Borghi è stata tra le fondatrici della Libreria delle donne di Firenze nel 1979 e dell'Associazione lesbica L'Amando(r)la. Nel 1985 ha fondato con Rosanna Fiocchetto la casa editrice lesbica Estro a Firenze. Dal 1994 è stata co-responsabile della divisione lesbica di W.I.S.E. (Women’s International Studies Europe) e, dal 1996, tra le fondatrici della Società Italiana delle Letterate (SIL). Nel 2010 ha fondato e poi co-diretto (con Marco Pustianaz) la collana àltera della casa editrice ETS di Pisa. Ha prima insegnato all'Università di Bologna poi è stata docente di Letteratura anglo-americana presso l'Università degli studi di Firenze fino al novembre del 2009.
Studiosa di fama internazionale, ha apportato contributi fondamentali alla teoria e alla pratica femminista, lesbica e queer, favorendo in modo decisivo la traduzione e la divulgazione, in Italia, delle opere e del pensiero di Adrienne Rich, Donna J. Haraway, Audre Lorde e Paul B. Preciado.
Muore nel 2021, a 81 anni, a Livorno. Un anno dopo la scomparsa, la casa editrice romana Fandango Libri pubblica Tessiture: il pensiero fertile di Liana Borghi, un volume collettaneo volto a ricordare il percorso bio-bibliografico, teorico e politico di Liana Borghi, con scritti di Elia A.G. Arfini, Clotilde Barbarulli, Elena Biagini, Rachele Borghi, Elena Bougleux, Rosi Braidotti, Renato Busarello (Laboratorio Smaschieramenti), Monica Farnetti, Paola Fazzini, Nina Ferrante, Federica Frabetti, Samuele Grassi, Francesca Manieri, Giuliana Misserville, Maria Nadotti, Monica Pietrangeli, Marco Pustianaz, Cristina Raffo, Nicoletta Vallorani e Federico Zappino.
Nel 2023 Edizioni ETS pubblica, nella collana da lei diretta, la raccolta di scritti, editi e inediti, Fare mondo. Affetti, pratiche, femminismi, curata dal condirettore Marco Pustianaz, con Federica Frabetti e Clotilde Barbarulli.

## Opere

### Libri
- Dialogue in Utopia: Manners, Purpose, and Structure in Three Feminist Works of the 1790s, Edizioni ETS, Pisa 1984
- Pater’s flowers & Gentlemen are Forever: Two Essays, Edizioni ETS, Pisa 1985
- Tenda con vista, Estro, Firenze 1987
- (con Clotilde Barbarulli), Forme della diversità. Genere, precarietà e intercultura, CUEC, Cagliari 2006
- (con Uta Treder), Il globale e l’intimo. Luoghi del non ritorno, Morlacchi, Perugia 2007
- (con Clotilde Barbarulli), Il sorriso dello Stregatto. Figurazioni di genere e intercultura, Edizioni ETS, Pisa 2010
- (con Ambra Pirri e Francesca Manieri), Le cinque giornate lesbiche in teoria, Ediesse, Roma 2011
- Fare mondo. Affetti, pratiche, femminismi, Edizioni ETS, Pisa 2023 ISBN 9788846766809

### Articoli e saggi
- Utopia e femminismo americano negli anni Settanta, in Nicola Matteucci (a cura di), L’utopia e le sue forme, Il Mulino, Bologna 1982
- Immagine di sè. Inibizione del desiderio sessuale (IDS) fra lesbiche (con Kathy Ashton), Estro, Firenze 1983
- L'eterosessualità obbligatoria. Nel bosco di notte, in Il nostro mondo comune, Felina, Roma 1983
- Adrienne Rich e la diaspora dell'identità, in Adrienne Rich, Lo spacco alla radice, a cura di Liana Borghi, Estro, Firenze 1986
- (con Gloria Corsi, Sandra De Perini, Simonetta Spinelli) Italian Lesbians: Maps and Signs, in Social Sciences, vol. 2, Free University of Amsterdam Publication, Amsterdam 1987
- Lesbismo tra desiderio e paura, Bollettino del CLI, anno VII, 1988 (ora in Rivista di sessuologia, vol. 34, 1/2, 2010)
- Between Essence and Presence: Politics, Self and Symbols in Contemporary American Lesbian Poetry, in Anja van Kooten et al. (a cura di), Which Homosexuality? Essays from the International Conference on lesbian and Gay Studies, Gay Men’s Press, London 1989
- La lesbica come donna liminale, in Bollettino del CLI, anno IX, numero 74, 1990
- Finzioni extra-ordinarie. La scrittura del genere, DWF, n. 13-14, 1991
- Liana Borghi, Figurazioni dell'iperspazio: dalla Gradiva alla flaneuse, in Laura Graziano (a cura di), Mancarsi: assenza e rappresentazione del sé nella letteratura del Novecento, Verona, Ombre corte, 2005,  pp. 171-190.
- Se il mondo è un dialetto chiamato metafora, in Donna J. Haraway, Testimone_Modesta@FemaleManC_incontra_OncoTopoTM. Femminismo e tecnoscienza, a cura di Liana Borghi, Feltrinelli, Milano 2000
- Lesbian Literary Studies, in Theo Sandfort et al. (a cura di), Lesbian and Gay Studies: an Introduction, Sage, London 2000
- Insegnare il queer. Marginalità, resistenza, trasgressione, in Gigi Malaroda e Massimo Piccione (a cura di), Pro/posizioni. Interventi alla prima università gay e lesbica, Edifir, Firenze 2000
- Gender, in Adelino Zanini e Ubaldo Fadini (a cura di), Lessico postfordista. Scenari della mutazione, Feltrinelli, Milano 2001
- J come jeune fille, Towanda! anno 9, n. 12, 2004
- Tramanti non per caso. Divergenze e affinità tra lesbo-queer e terzo femminismo, in Teresa Bertilotti et al. (a cura di), Altri femminismi. Corpi, culture, lavoro, manifestolibri, Roma 2006
- Assemblaggi affettivi: l'amore al tempo del quantoqueer, in Gaia Giuliani, Manuela Galetto e Chiara Martucci (a cura di), L'amore ai tempi dello tsunami. Affetti, sessualità, modelli di genere in mutamento, ombre corte, Verona 2014
- "Are the Lips a Grave?" di Lynne Huffer: ripensare queer e femminismo per un’etica dell'eros, Gaynews, 24 aprile 2020